# Nupserha annamana
Nupserha annamana là một loài bọ cánh cứng trong họ Cerambycidae.